# Heavy D
Dwight Errington Myers, meglio noto come Heavy D (Mandeville, 24 maggio 1967 – Mount Vernon, 8 novembre 2011), è stato un cantante, rapper, attore e produttore discografico statunitense, nato in Giamaica. Ex leader del gruppo hip hop Heavy D & the Boyz, che includeva anche G-Whiz, "Trouble" T. Roy ed Eddie F ed ebbe successo negli anni novanta.
Era soprannominato Heavy D a causa del peso, circa 113 kg.

## Discografia

### Heavy D & The Boyz
Album in studio
- 1987 – Living Large
- 1989 – Big Tyme
- 1991 – Peaceful Journey
- 1992 – Blue Funk
- 1994 – Nuttin' but Love

Raccolte
- 2000 – Heavy Hitz
- 2002 – 20th Century Masters – The Millennium Collection: The Best of Heavy D & The Boyz

### Solista
Album in studio
- 1997 – Waterbed Hev
- 1999 – Heavy
- 2008 – Vibes
- 2011 – Love Opus

## Filmografia parziale
- Willy, il principe di Bel-Air (The Fresh Prince of Bel-Air) – serie TV, 1x09 (1990)
- Poliziotti per caso (Who's the Man?), regia di Ted Demme (1993)
- I racconti della cripta (Tales from the Crypt) – serie TV, un episodio (1993)
- New Jersey Drive, regia di Nick Gomez (1995)
- Vita da principesse (B*A*P*S), regia di Robert Townsend (1997)
- Le regole della casa del sidro (The Cider House Rules), regia di Lasse Hallström (1999)
- Life, regia di Ted Demme (1999)
- Big Trouble - Una valigia piena di guai (Big Trouble), regia di Barry Sonnenfeld (2002)
- Step Up, regia di Anne Fletcher (2006)
- Tower Heist - Colpo ad alto livello (Tower Heist), regia di Brett Ratner (2011)
- Law & Order - Unità vittime speciali (Law & Order: Special Victims Unit) – serie TV, un episodio (2011)

## Doppiatori italiani
Nelle versioni in italiano delle opere in cui ha recitato, Heavy D è stato doppiato da:
- Pietro Ubaldi ne I racconti della cripta
- Bruno Conti in Le regole della casa del sidro
- Luigi Ferraro in Law & Order - Unità vittime speciali